# Олимп (футбольный клуб, Комрат)
«Олимп» — молдавский футбольный клуб из города Комрат, столицы АТО Гагаузия. Основан в 2013 году.
Выступает на стадионе «Комрат» вместимостью 5000 зрителей. В сезоне 2020/21 клуб дебютировал в Дивизии А — 2-й футбольной лиге Молдовы. По итогам сезона 2022/23 клуб вылетел из первой лиги.

## Достижения
- Победитель Дивизиона «Б», Юг (1): 2019[2]
- Роман Ростокин лучший бомбардир кубка Молдовы сезона 2021/2022